# Psyttalia inconsueta
Psyttalia inconsueta är en stekelart som först beskrevs av Filippo Silvestri 1913.  Psyttalia inconsueta ingår i släktet Psyttalia och familjen bracksteklar. Inga underarter finns listade i Catalogue of Life.